# Friedrich Martin Berwerth
Friedrich Martin Berwerth (* 16. November 1850 in Schäßburg, Siebenbürgen; † 22. September 1918 in Wien) war ein österreichischer Mineraloge und Petrograph.
Berwerth, der Sohn eines Apothekers, studierte in Wien und Graz Chemie und wurde 1873 an der Universität Heidelberg promoviert. Während seines Studiums wurde er Mitglied der Wiener akademischen Burschenschaft Silesia und der Burschenschaft Allemannia Heidelberg. Danach war er Assistent am mineralogisch-petrographischen Institut der Universität Wien bei Gustav Tschermak, der ihn auch ins k.k. Hof-Mineralienkabinett holte, dem späteren Naturhistorischen Hofmuseum. 1897 wurde er Leiter der petrographisch-mineralogischen Abteilung und 1905 Direktor des k. k. Naturhistorischen Hofmuseums. 1918 ging er in den Ruhestand. Gleichzeitig wurde er nach der Habilitation in Petrographie (1888) im Jahr 1894 außerordentlicher und 1907 ordentlicher Professor an der Universität Wien.
Berwerth verfasste den Abschnitt zur Mineralogie im Expeditionsbericht der Österreichischen Expedition nach Jan Mayen im Rahmen des Ersten Internationalen Polarjahrs. In späteren Jahren befasste er sich vor allem mit Meteoriten.
1901 gründete er mit Friedrich Becke die Wiener Mineralogische Gesellschaft. Auf seine Initiative wurde 1908 die Deutsche Mineralogische Gesellschaft gegründet.
Er wurde 1904 zum Regierungsrat und 1918 zum Hofrat ernannt. Er war Ritter des Franz-Josephs-Ordens (1898) und Kommandeur des Ordens Isabella der Katholischen (1905). Ebenfalls 1905 wurde er als korrespondierendes Mitglied in die Kaiserliche Akademie der Wissenschaften aufgenommen.

## Werke (Auswahl)
- Mikroskop. Strukturbilder d. Massengesteine, 1895
- Die Meteoritensammlung des Naturhistorischen Hofmuseums als Born der Meteoritenkunde, 1918